# Socialburn
I Socialburn erano un gruppo musicale statunitense post-grunge proveniente da Blountstown, Florida.

## Storia
Il primo album dei Socialburn prodotto da una major, Where You Are (con l'Elektra Records), è stato pubblicato a febbraio 2003 ed ha sfornato due hit radiofoniche modern-rock: Down ed Everyone, le quali hanno raggiunto rispettivamente la top 10 e la top 20 delle classifiche musicali statunitensi. L'album ha venduto più di 100 000 copie.
L'ultimo album del gruppo, The Beauty of Letting Go, è stato pubblicato ad ottobre 2005 con l'iRock Records, una sussidiaria della Universal. Subito dopo la pubblicazione di The Beauty of Letting Go, il batterista Brandon Bittner lasciò la band e venne sostituito nel tour da un amico del gruppo, Syrus Peters. Dopo poco tempo l'etichetta discografica iRock venne sciolta, lasciando di conseguenza i Socialburn senza produzione. In mancanza di una casa discografica che lo rappresentasse, il gruppo concluse il proprio tour al Floyd's Music Store di Tallahassee, Florida, in seguito al quale si separò dal batterista del tour e decise di prendersi una pausa. A novembre del 2007 arrivò l'annuncio ufficiale dello scioglimento dei Socialburn, con la chiarificazione che nessuno dei suoi membri fondatori avrebbe preso parte in altri progetti musicali.
Durante la loro carriera, i Socialburn hanno eseguito tour mondiali con gruppi quali Smile Empty Soul, Seether, Dope, Blue October, Sevendust, Nonpoint, Taproot, 12 Stones e Default.

## Membri
- Neil Alday - voce, chitarra (2000–2007)
- Dusty Price - basso, voce (2000–2007)
- Chris Cobb - chitarra (2000–2007)
- Brandon Bittner - batteria (2000–2005)
- Syrus Peters - batteria (2005–2006)

## Discografia
- What A Beautiful Waste (autoprodotto, 2000)
- World Outside (autoprodotto, 2002)
- Where You Are (Elektra Records, 2003)
- The Beauty of Letting Go (iRock, 2005)

### Singoli
| Anno | Titolo   | Posizione migliore in classifica | Posizione migliore in classifica | Album         |
| Anno | Titolo   | US Main.                         | US Alt.                          | Album         |
| ---- | -------- | -------------------------------- | -------------------------------- | ------------- |
| 2003 | Down     | 9                                | 17                               | Where You Are |
| 2003 | Everyone | 23                               | 27                               | Where You Are |

## Concerti
- Budlight's Downtown Live a Raleigh, North Carolina, 5 agosto 2006, come apripista per i Candlebox.
- TK101's Company Christmas Party al Big Daddy's di Foley, Alabama, dicembre 2002, con gli Emulsiphier ed i Trust Company.
- Buzzfest a Nashville, Tennessee, settembre 2003, con gli Eve 6, Default, Cowboy Mouth, Mudvayne, Powerman 5000, Three Days Grace ed altri.
- Sunfest al centro di West Palm Beach, Florida, 4 maggio 2006.
- Concerto A Lot of Rock della TK101 al Seville Quarter di Pensacola, Florida, 24 giugno 2006 con i Faktion, i Soil ed i 10 Years.

## Videografia

### Video musicali
Il video musicale della canzone Down è stato mandato in onda sui canali MTV2 e Fuse TV per tutta l'estate del 2003.

### Apparizioni televisive
Il gruppo si è esibito live nel talk show della NBC Last Call with Carson Daly, oltre che nell'Orlando Jones Show della FX.